# Cuve de Langmuir

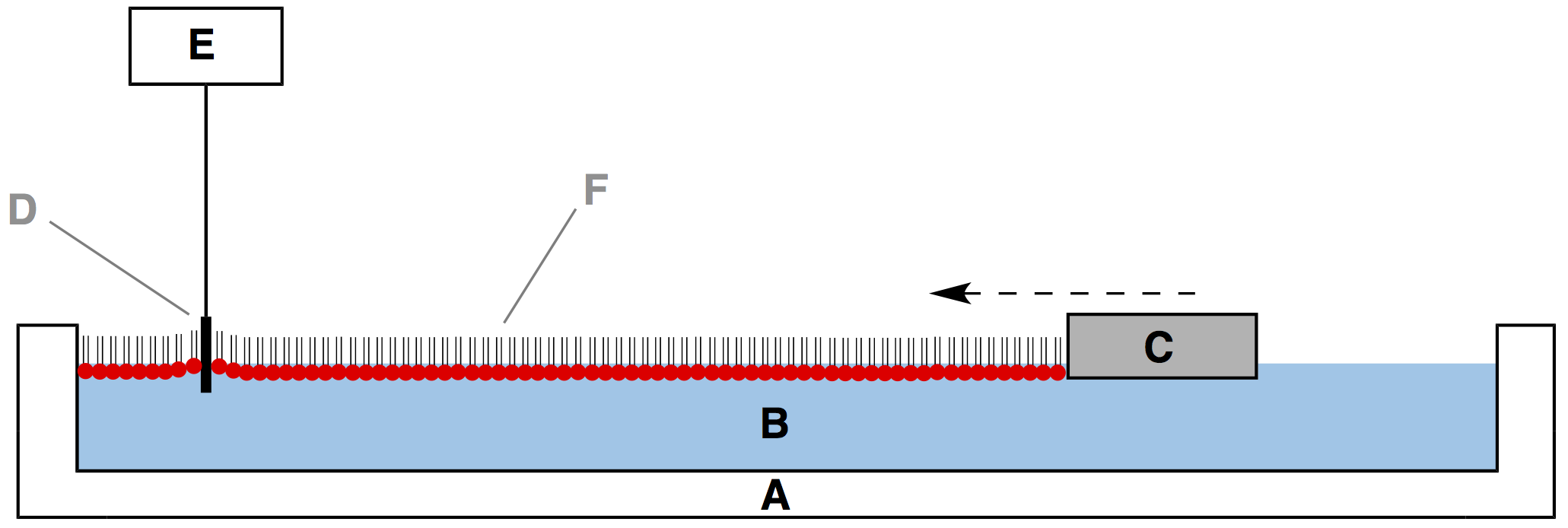
Cuve de Langmuir :
A, enceinte en Téflon ;
B, sous-phase aqueuse ;
C, barrière mobile ;
D, plaque de Wilhelmy ;
E, électrobalance ;
F, monocouche lipidique.

La cuve de Langmuir est un appareil de laboratoire à compartiment opératoire unique qui permet de former une monocouche d’une espèce, généralement une monocouche lipidique, à la surface d'un liquide, généralement l’eau, et de la transférer sur un support solide. Cet appareil est aussi utilisé pour comprimer cette monocouche à la surface du liquide et mesurer les phénomènes de surface, tel que la tension superficielle, dus à cette compression.

## Éléments
La cuve est généralement fabriquée en PTFE (ex. : Téflon) parce que ce matériau n'a d'affinité ni pour l'eau, ni pour les composés lipophiles. D'autre part, il peut être nettoyé avec des oxydants très forts comme l'acide sulfochromique. La barrière mobile est également constituée d'un matériau comme le Téflon ou le Rilsan et mue par un système électromécanique généralement piloté par ordinateur et devant permettre des mouvements très lents.
La cuve est normalement placée sur un système anti-vibrations et utilisée à l'intérieur d'une enceinte fermée permettant de supprimer tout courant d'air et d'ajuster la température.
La pression de surface est mesurée grâce au tensiomètre à plaque de Wilhelmy (parties D et E sur le schéma).

## Principe de mesure
La cuve est remplie d'eau pure ou d'une solution aqueuse à la surface de laquelle est étalée une monocouche (généralement lipidique). On peut alors faire varier la surface globale grâce à la barrière mobile tout en mesurant, en continu, la tension superficielle γ et en tirer la pression de surface π = γ0 – γ, avec γ0 la tension superficielle mesurée avant l'étalement de la monocouche.